# フィリップ・ジェイムズ・ド・ラウザーバーグ
フィリップ・ジェイムズ・ド・ラウザーバーグ(英語: Philipe James de Loutherbourg、1740年10月31日 – 1812年3月11日)はロンドンの劇場で凝ったセットを設計し、またエイドフュジコンと呼ばれる機械劇場を発明した事で知られるドイツ系の英国ロマン派の画家。彼は、信仰療法に関心があった。仏語での姓はルーテルブールと読む。彼の名前は "Philippe-Jacques" や "Philipp Jakob"と綴られる事もある。また "the Younger(子)"が付いた記載もある。

## 生涯

### 幼青年期
ラウザーバーグは、スイス人の細密画家の息子として1740年に、当時フランス領のストラスブールで生まれ、ルター派の聖職者を目指しストラスブール大学で学んだ。

### 成人時代

#### パリ
卒業後彼は宗教的職業に付く事を断って画家への道を選び、1755年パリのシャルル＝アンドレ・ヴァン・ロー、その後フランソワ・ジョセフ・カサノバのもとで修行を積んだが、彼の技量の熟達は速く、たちどころに同時代の流行を追う人々のあいだで知られる人物になった。
彼はデビュー作として『嵐の日の入り』、『雨の後の夜と朝』を含む12の絵の展示を行い、1767年に、彼は協会の年齢制限の決まりより若かったがアカデミー・フランセーズに当選し（但しアカデミー・フランセーズの会員の一覧には名前が載っていない）、風景、嵐の海、戦いの絵を描いたがそれら全てはパリの専門画家の作品より高い評価を得た。その後彼はスイス、ドイツとイタリアを旅行した。

#### 発明家
その後、彼は色々な機械装置を発明し、画家としての名声と同じくらい有名となった。それらの一つは実験的な劇場で演じられた全く新しい効果を利用した演劇で、舞台背景の後から光を当てて月と星を表現し、金属とガーゼの透明な青い板および銀のばらばらな糸によって作る幻想的な水の流れを表現するなど、当時人々に驚きの目で見られた。

#### 劇場
1771年に、ラウザーバーグはロンドン移り住み、デイヴィッド・ギャリックに年俸￡500で雇われドゥルーリー・レーン劇場の背景、コスチュームのデザイン、ステージ機械の監修を行った。
ここで彼は、着色された幻灯用スライドと透かし絵をもちいた独創的な照明で、たとえば、緑の木が徐々に赤褐色になる、月が昇る、流れる雲を照らすなどの仕掛けを作り幻想的な舞台設備を作り上げた。この舞台効果は、一般市民だけでなく、ジョシュア・レノルズ卿などの芸術家たちからも賞賛を浴びた。彼はこの劇場の仕事を1785年迄続けた。
その後「自然のイメージ」を意味する"エイドフュジコン"と呼ばれる演芸機械でより大きな成功を収めた。これは、1.8 × 2.4 m (6 ×  8 feet)の大きさのミニチュア機械劇場で、"自然界の様々な現象を、動く絵を使って模倣する" ものである。この装置は、1781年3月から彼の自宅の座席数がおよそ130人の講堂で公開された。この装置ではステージの照明と色を変えるためのステンドグラスを照らすのに発明されたばかりのアルガン灯を使用した。1781年のクリスマスに、ラウザーバーグはウィリアム・トマス・ベックフォードのためにフォントヒルのエジプシャン・ホールで開かれたパーティーでエイドフュジコンを用いた見世物を催した。ベックフォードは上演後「全く見たことが無く、頭で想像することもできない何か神秘的上演」でこの先が楽しみであると述べている。このパーティーの後、彼はエイドフュジコンで、"地獄の炎の池の岸で軍隊を整列させるサタン"や"万魔殿を持ち上げる堕天使"などミルトンの『失楽園』を素材としたより神秘的な主題を試みた。しかし、エイドフュジコンの製作コストに見合う売り上げが得られず、また早く次の作品を求める観客の要求にラウザーバーグがエイドフュジコン用の原画を製作が追いつかないため間もなく中止となった。

彼はしばしばパノラマ画の発明者と呼ばれているが、実際にはスコットランドの画家ロバート・バーカーがエイドフュジコンとほぼ同じ時期だがわずかに早く最初のパノラマ画を発表している。

#### 絵画

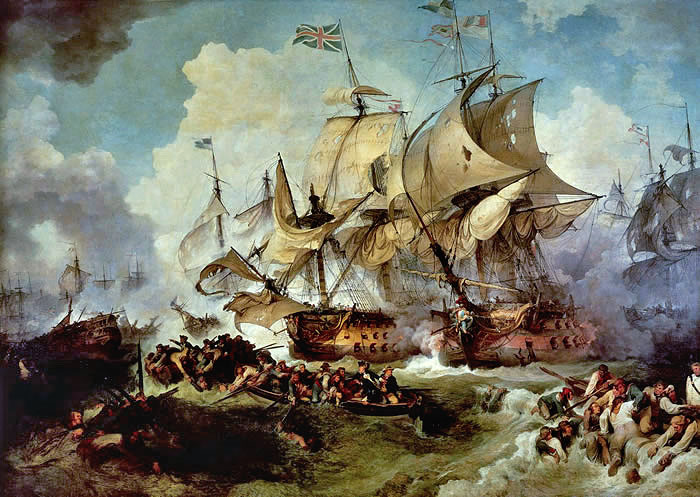
ハウ卿の戦い、または栄光の6月1日、1795

これらの仕事にもかかわらず、ラウザーバーグはまだ絵画を描く時間をとった。
『ハウ卿の戦い、または栄光の6月1日』（1795年に展示）その他の海戦をテーマとした絵画は英国海軍の勝利を祝うよう依頼されて描かれたもので、グリニッジ病院ギャラリーに展示された。（この病院の継承組織であるロンドン国立海事博物館に現在も展示されている）。
彼の最高傑作は『無敵艦隊の壊滅』である。また、1666年のロンドン大火をテーマとした絵画や『連合軍のバランシエンヌ攻撃』(1793)など何作かの歴史画を描いた。彼はまた産業革命にも興味を持っており、1801年に鋳物工場を描いた『夜のコールブルックデール』を発表した。1781年に、彼は王立美術院のメンバーになった。

#### 出版物
1801年と1805年にラウザーバーグは『絵のようなイギリスの風景』と題する2組のアクアチント版画集を出版し、1800年にはトーマス・マクリン社から出版されたバイブルの挿絵にも関わった。

#### 錬金術
1789年に、彼は錬金術と超自然現象に対する関心を追い求めるため絵画から手を引いた。ラウザーバーグはアレッサンドロ・ディ・カリオストロに会いオカルト学を学び、共に旅行をしたが彼の死刑判決の前に彼のもとを去った、しかしこのラウザーバーグとカリオストロの関係を証する記録は見つかっていない。

その後ルーテルブールと妻は、信仰療法を始めた。1789年にメアリー・プラットという支持者によって書かれた『2、3の治療のリスト』と題されたパンフレットが発行されたが、それには「"神の手引書を受け取るのに適切な受領人となった" ハマースミス・テラスに住むルーテルブール夫妻は1788年のクリスマスから1789年の7月までの間に薬を使用せずに2000人の患者を治療した」と書かれている。

### 死
1812年彼はロンドン郊外のチジックで亡くなった。彼の絵画は英国のレスター, ファーナム、 ダービー博物館・美術館などの美術館が所蔵している。

## ギャラリー

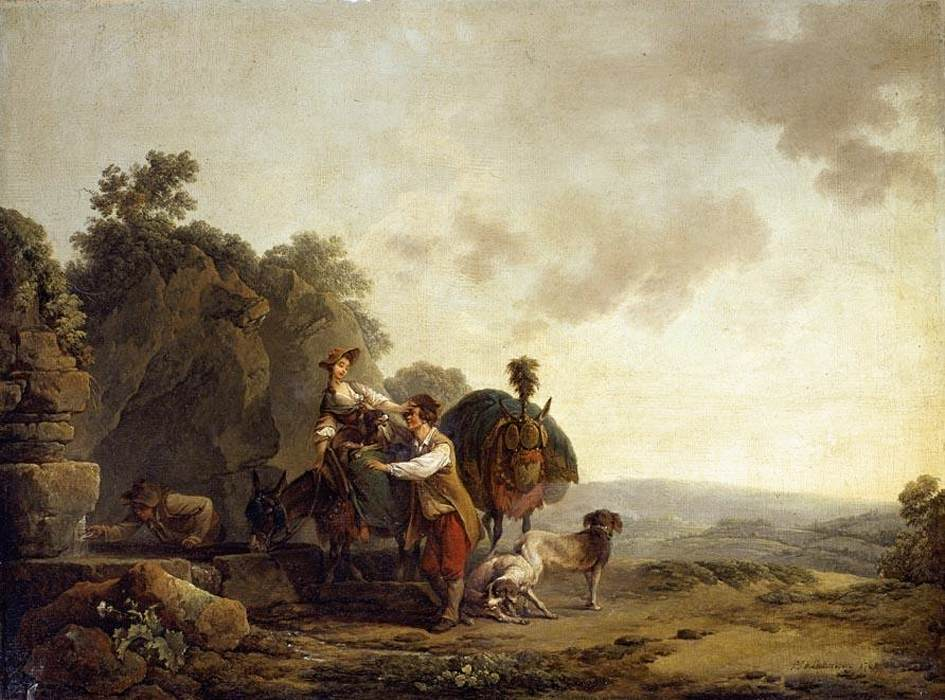
井戸辺の旅人 、1769、個人蔵
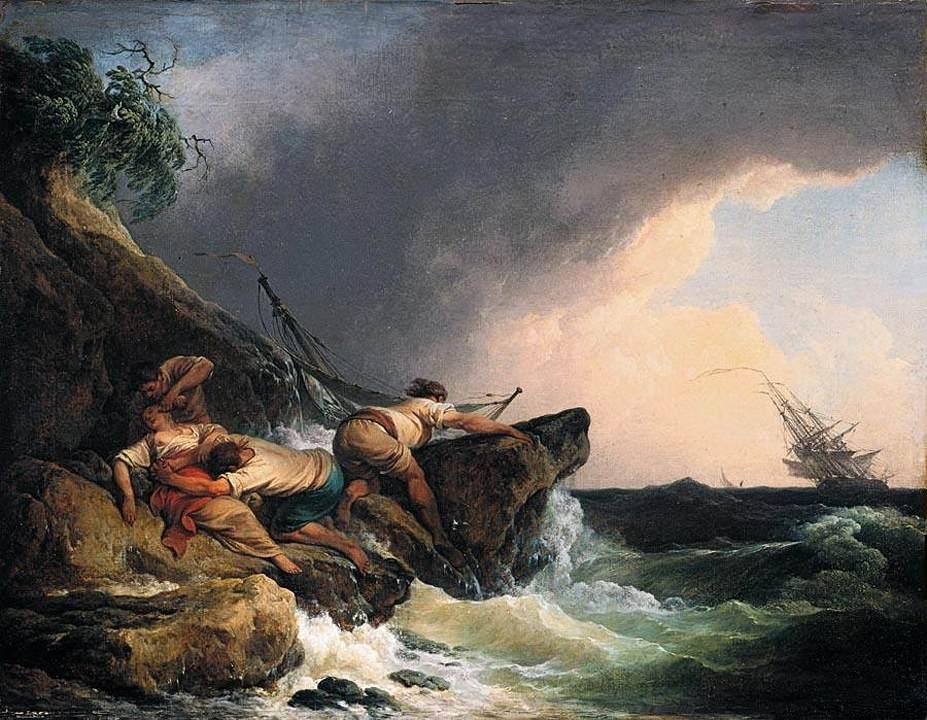
嵐の岩石海岸の風景、1771、個人蔵
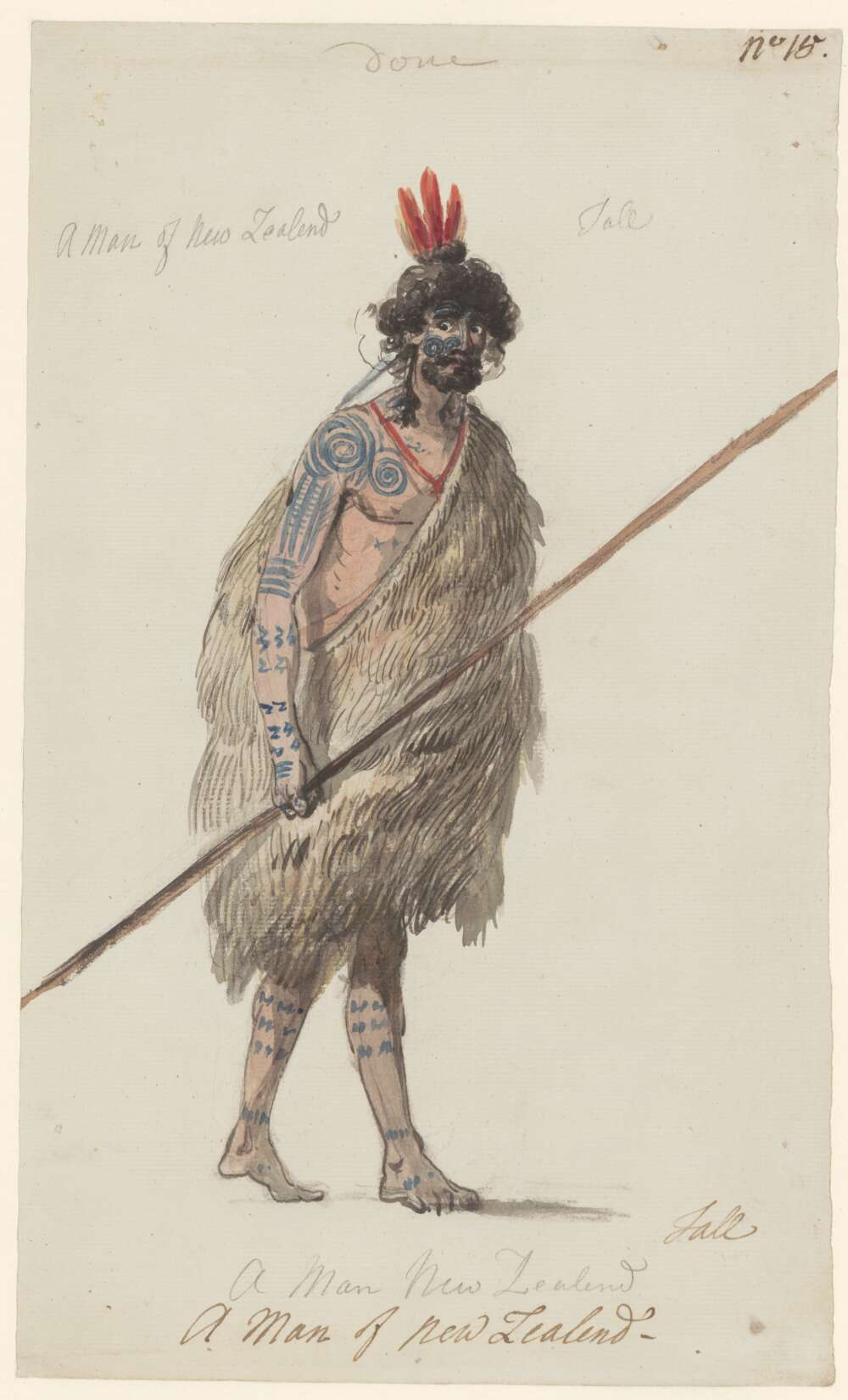
ニュージーランド人 、1785
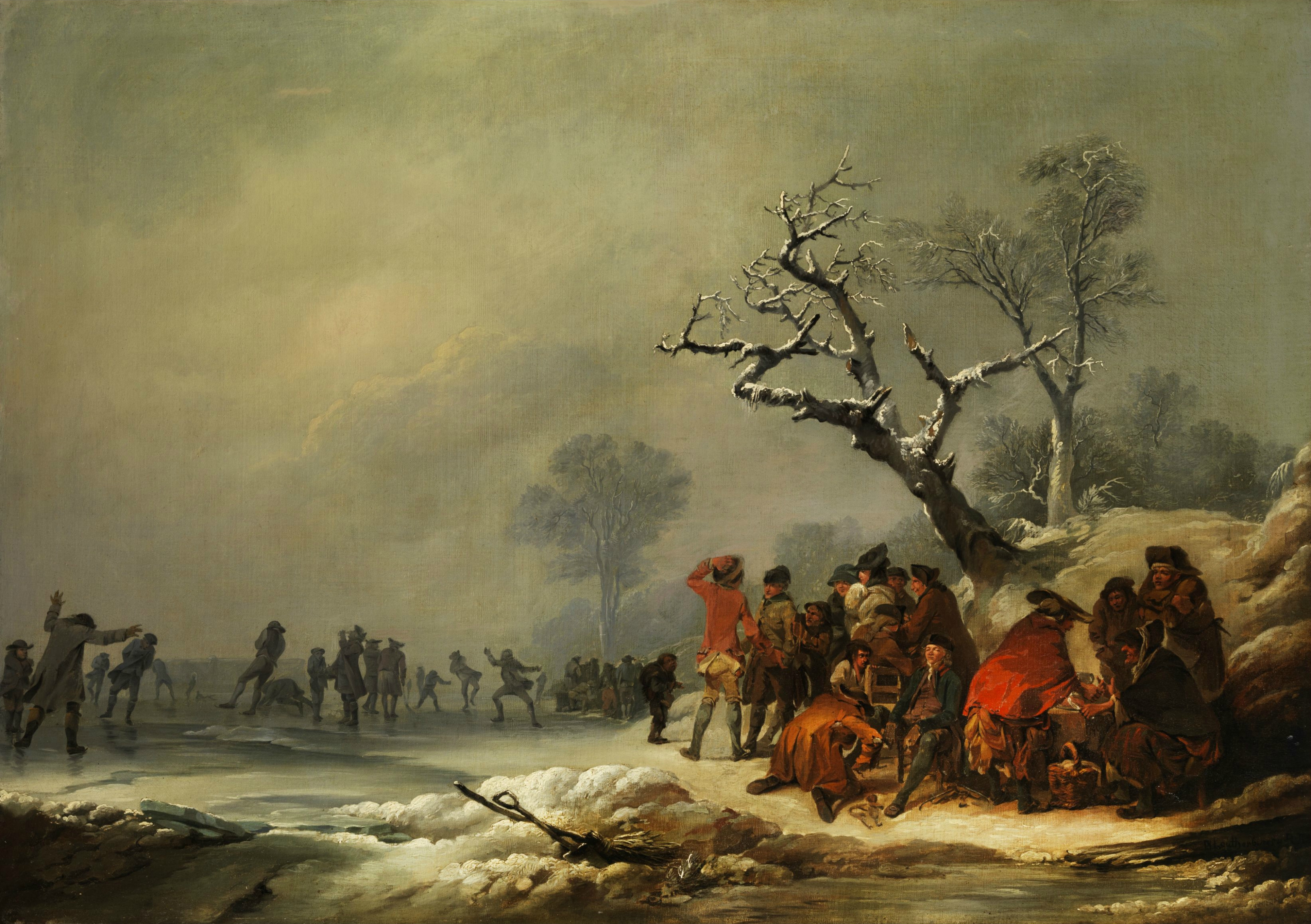
冬の朝のスケート、1786-93年
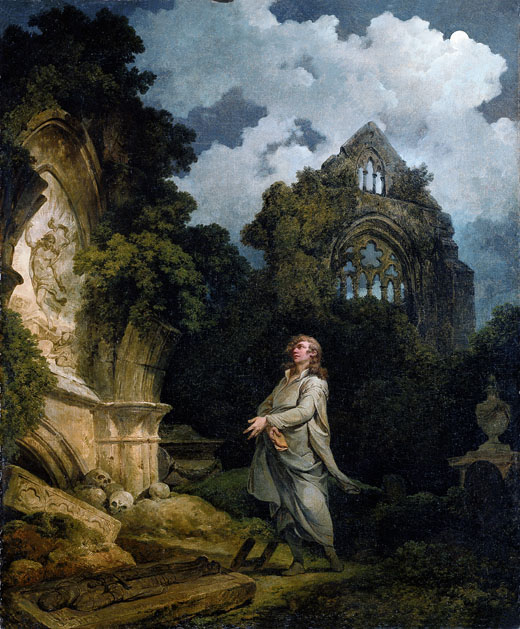
月明かりの墓地の訪問客、1790、テート・ブリテン
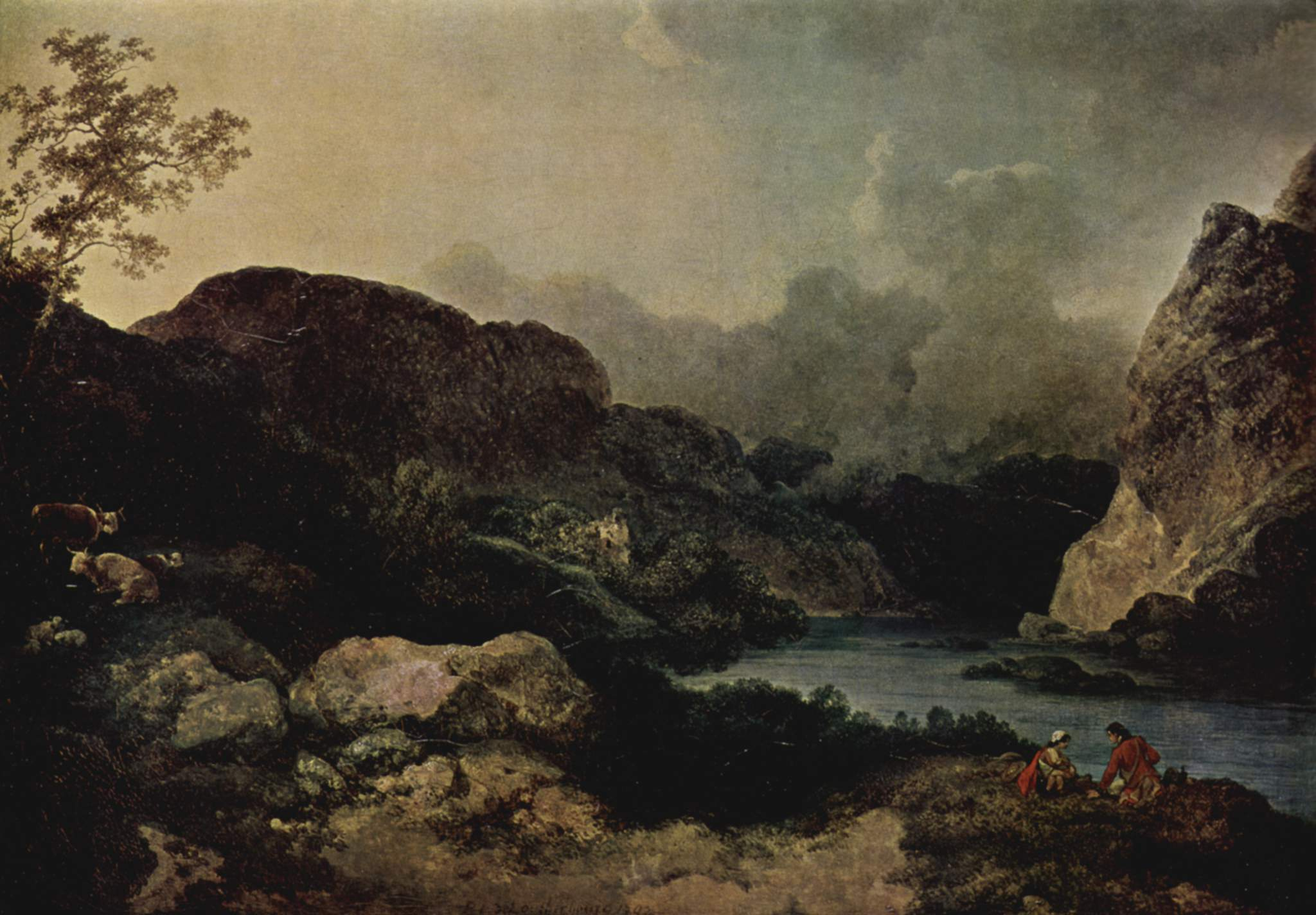
カンバーランドの海の夕べ 、1792、テート・ブリテン
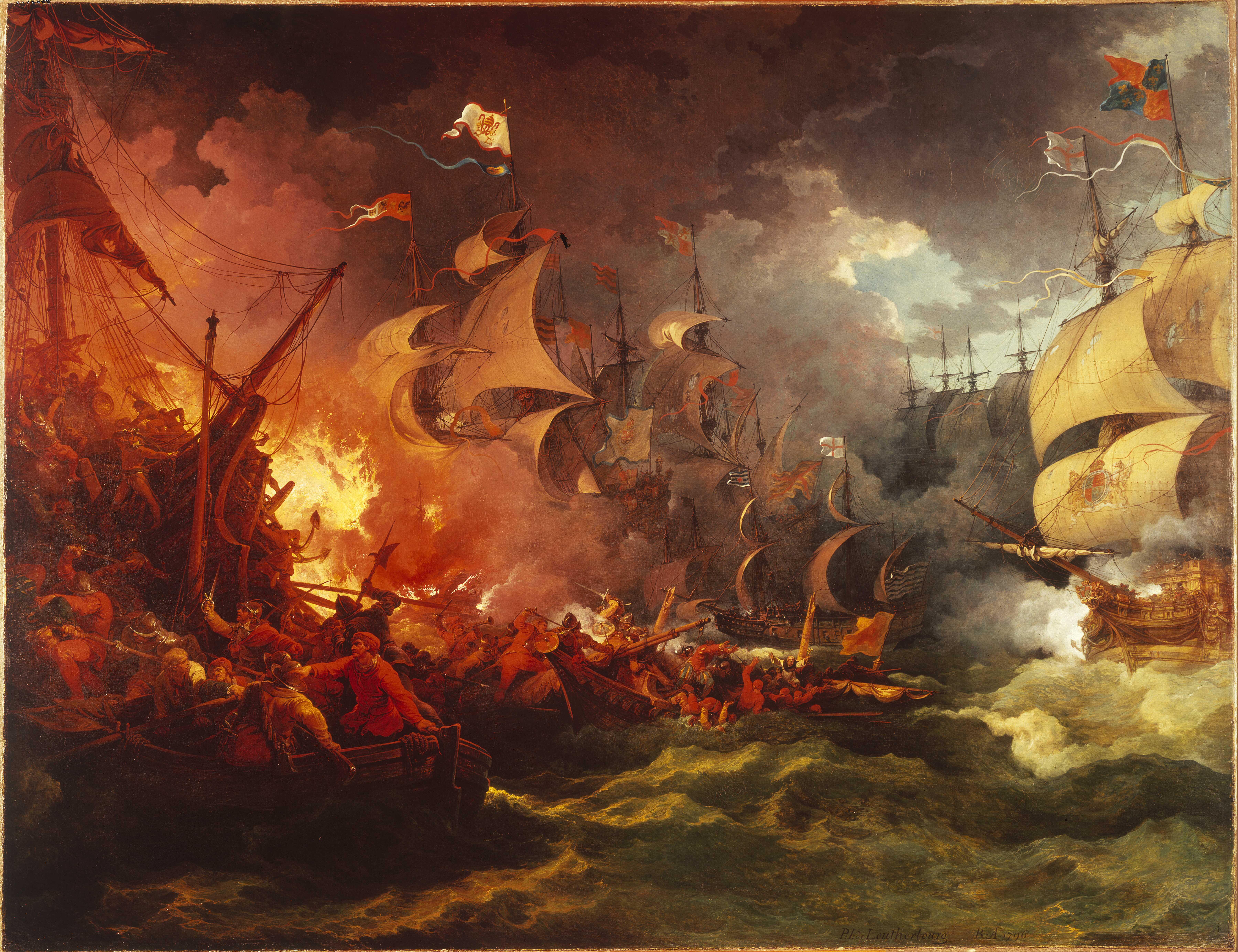
無敵艦隊の壊滅 、1796、ロンドン国立海事博物館
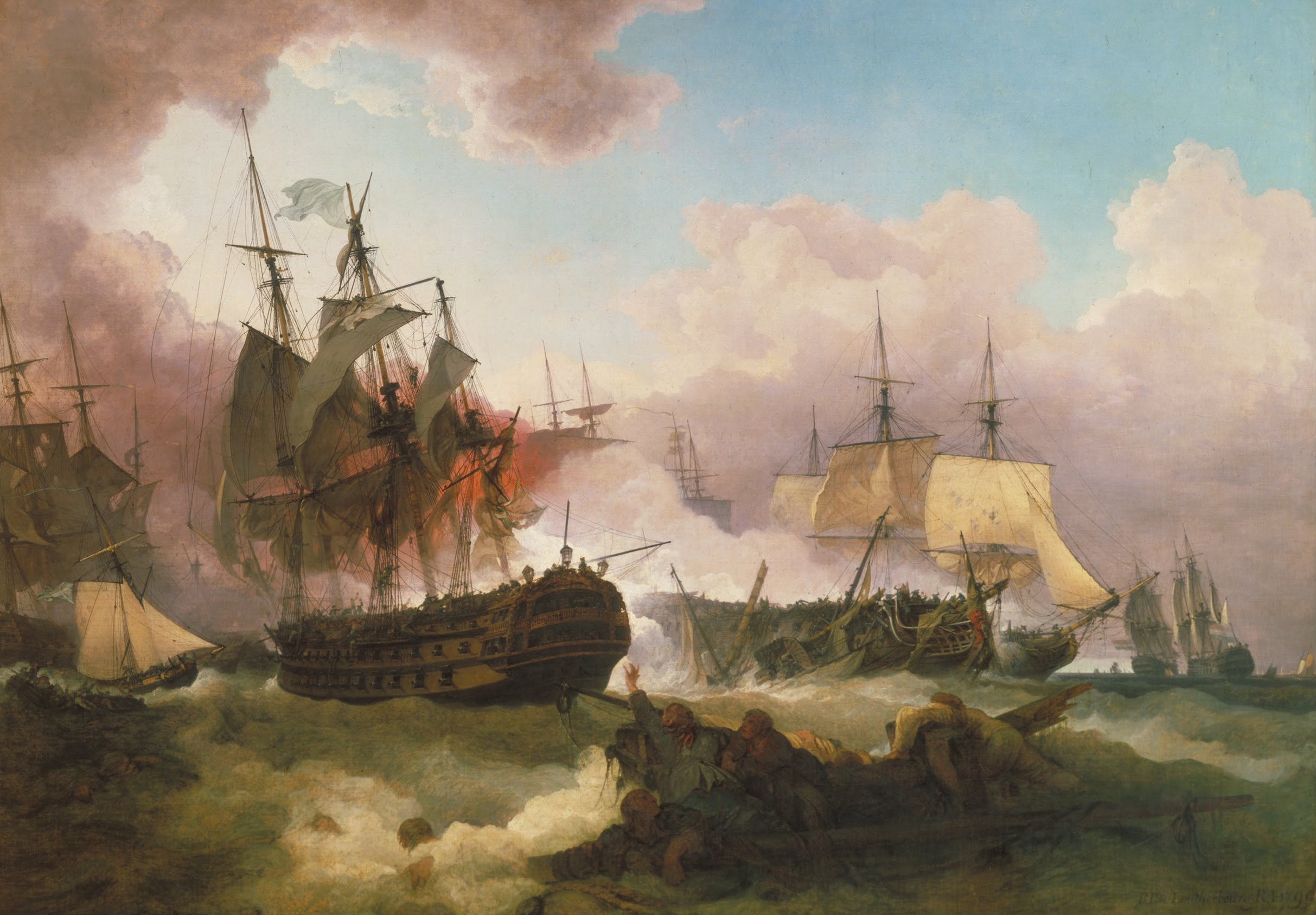
キャンパーダウンの海戦 、1799、テート・ブリテン
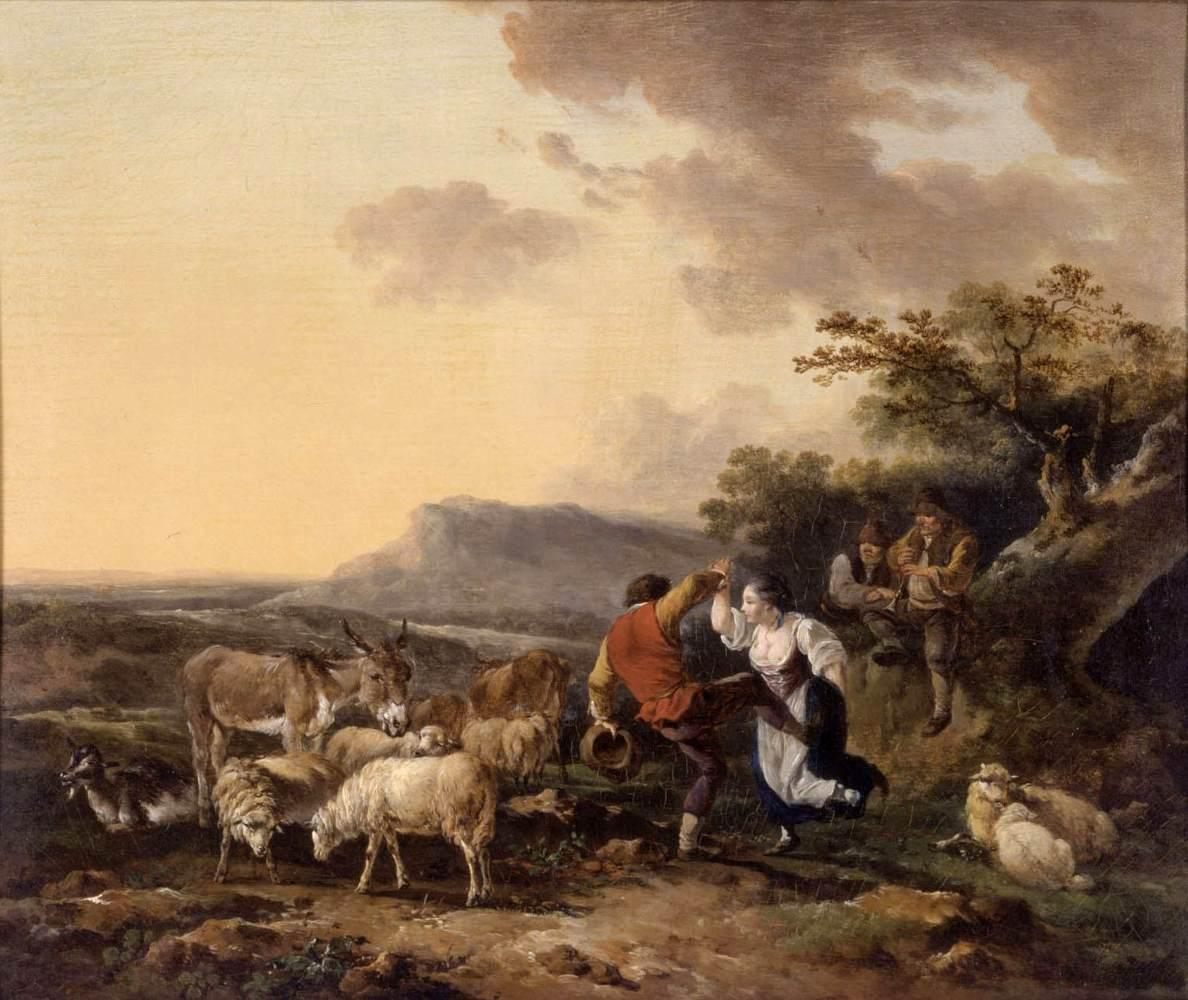
羊飼いたちの踊り 、18世紀後半、個人蔵
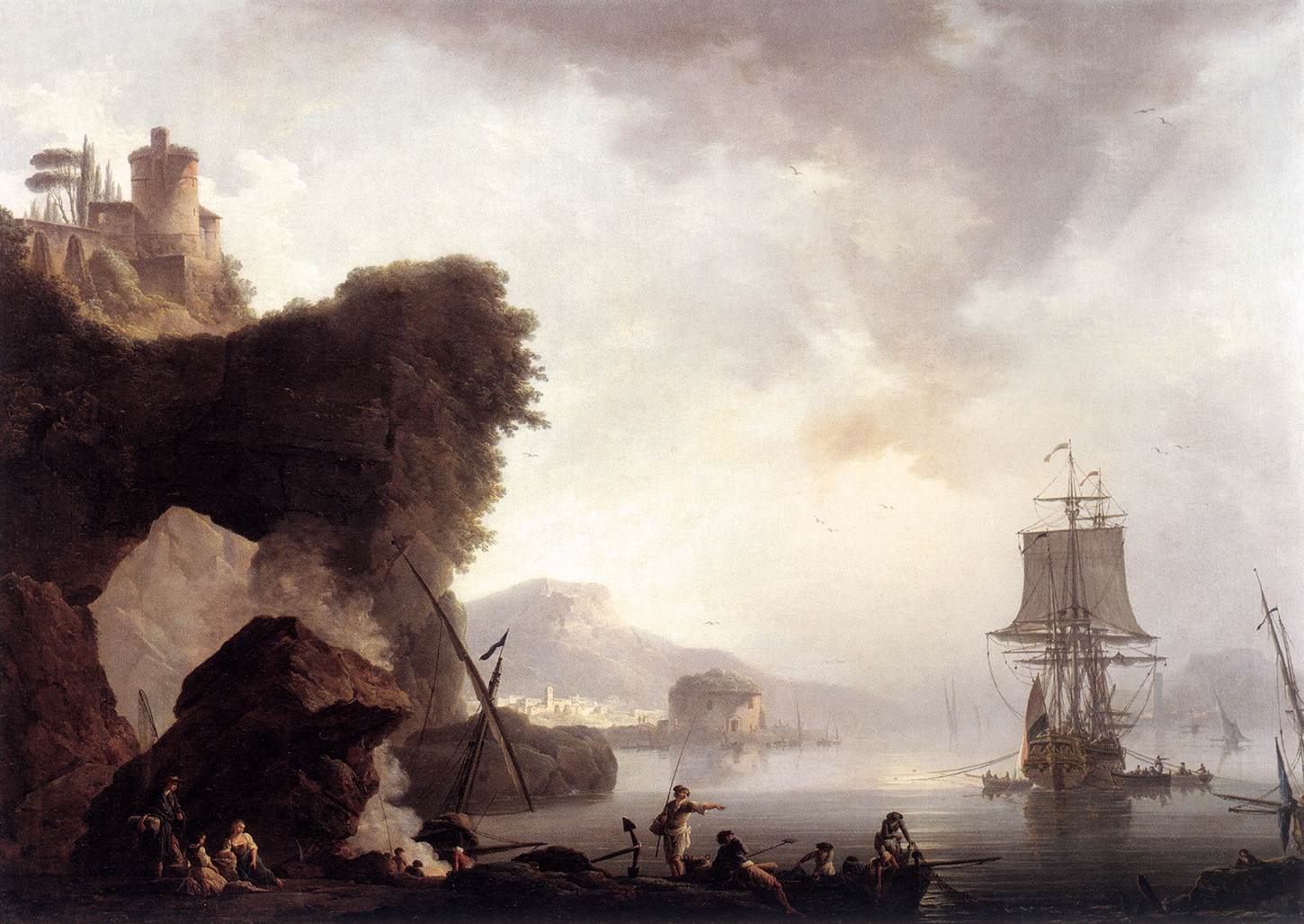
日暮れの海の風景 、18世紀後半、ザルツブルク
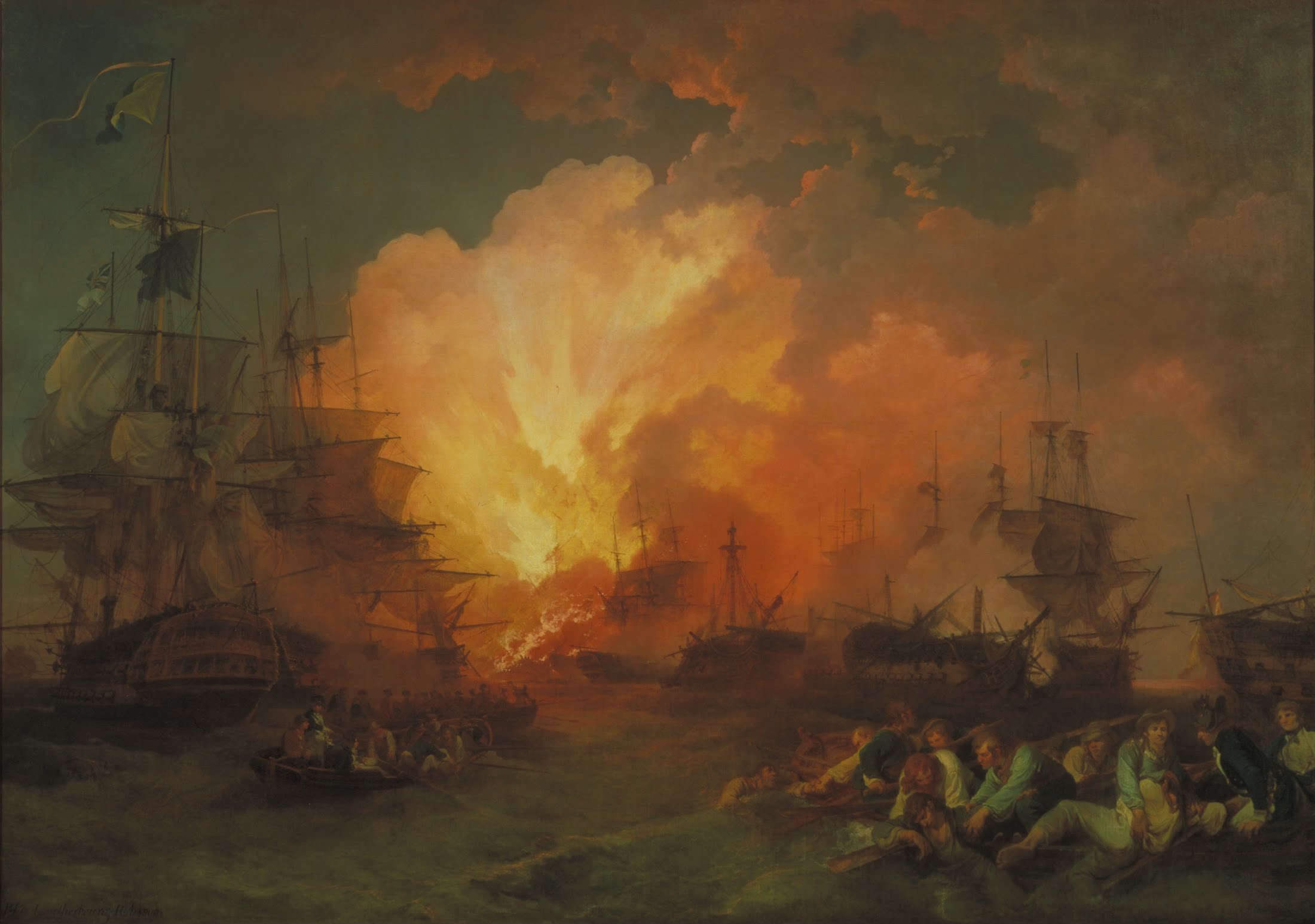
ナイルの海戦 、1800、テート・ブリテン
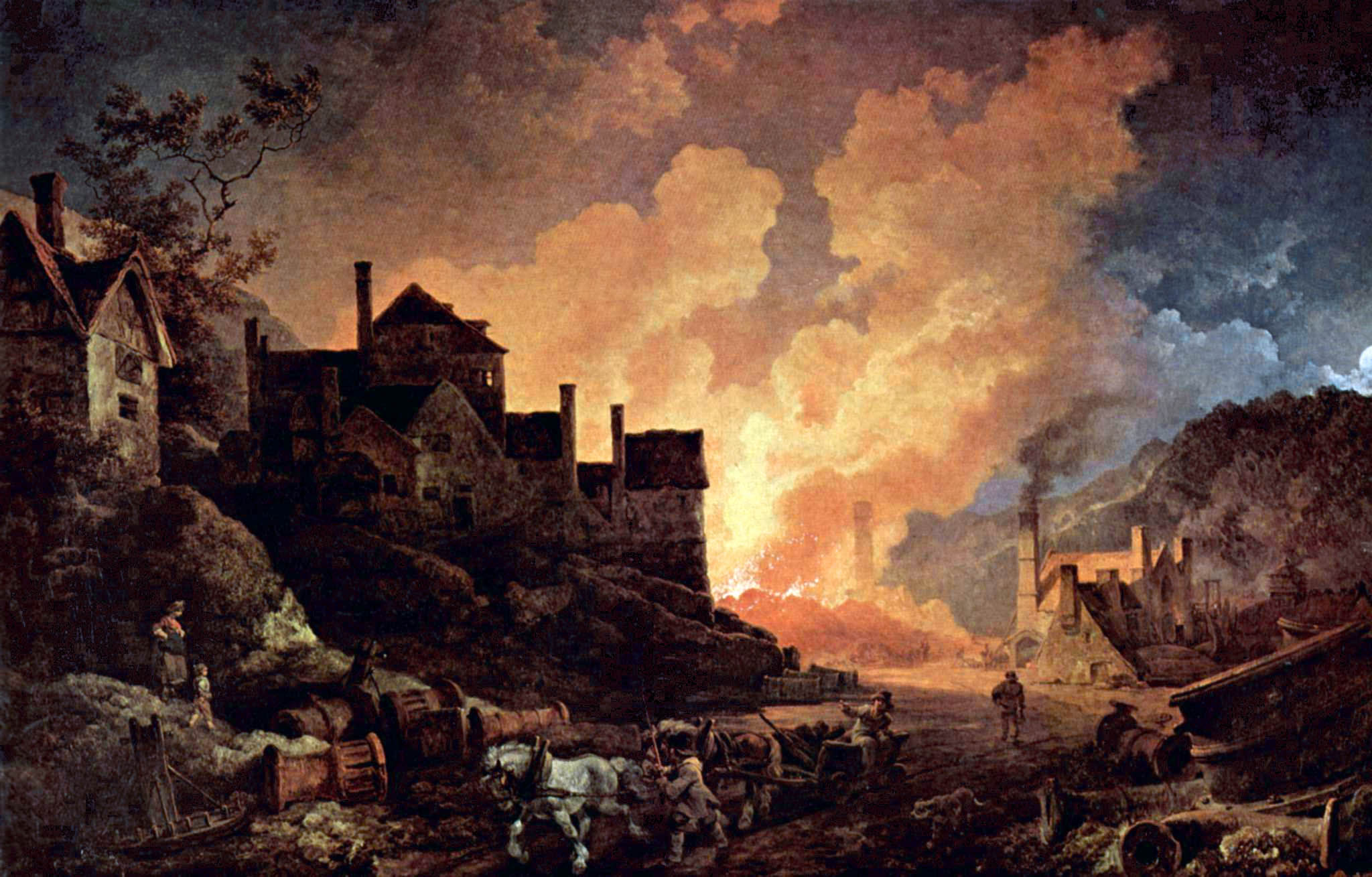
夜のコールブルックデール 、1801、サイエンス・ミュージアム
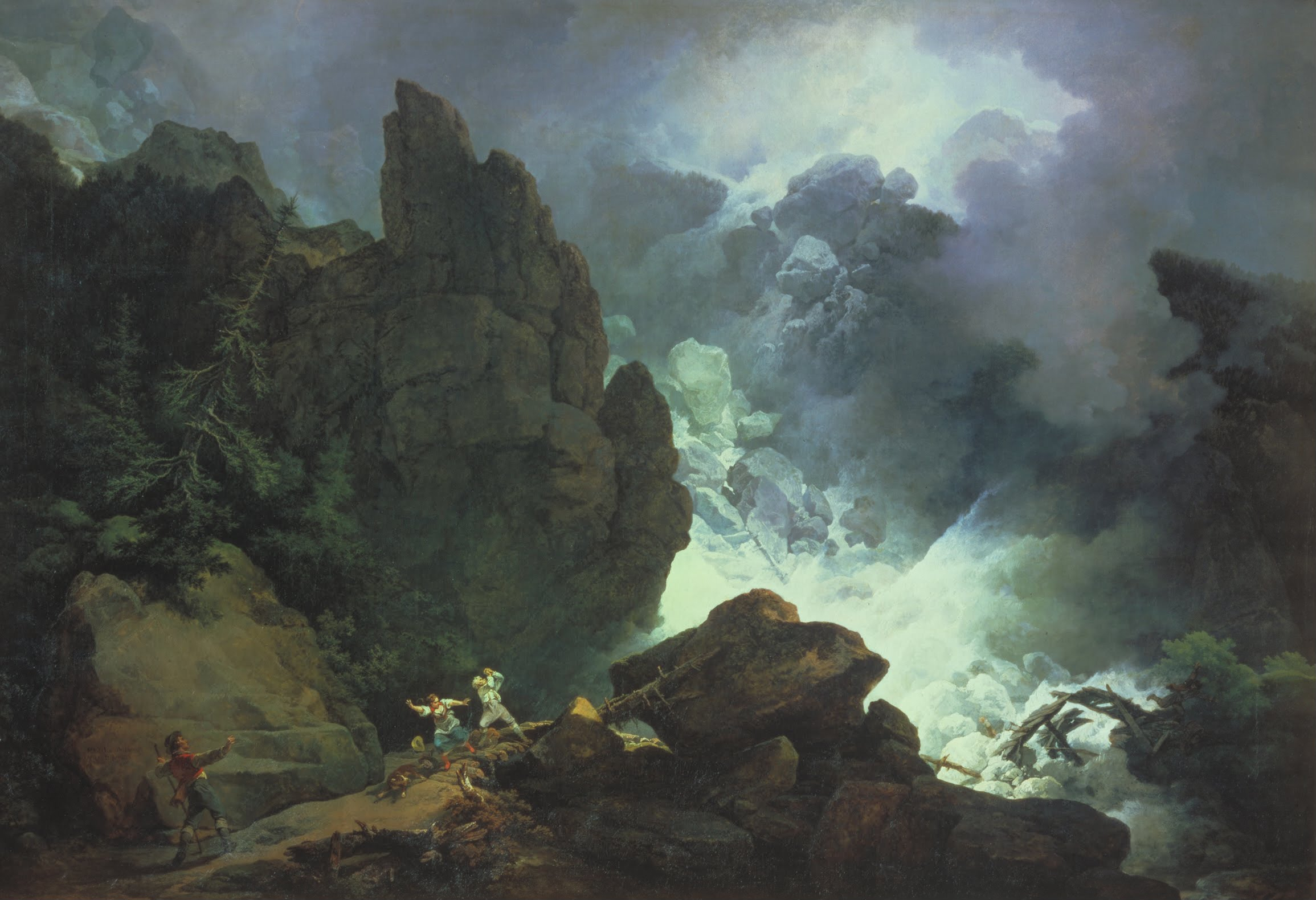
アルプスの雪崩 、1803、テート・ブリテン
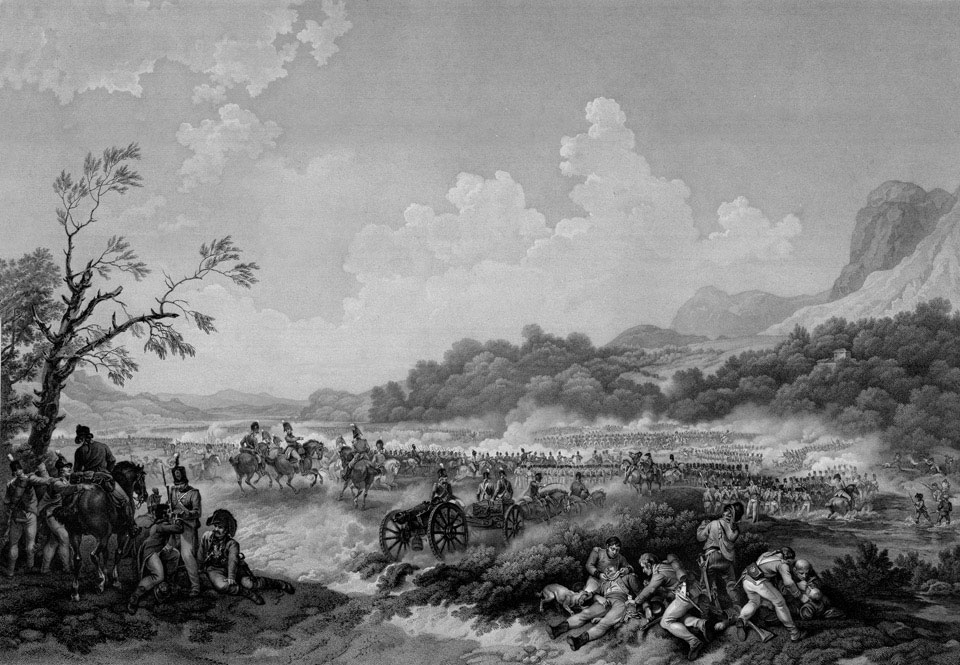
1806年のマイダの戦い
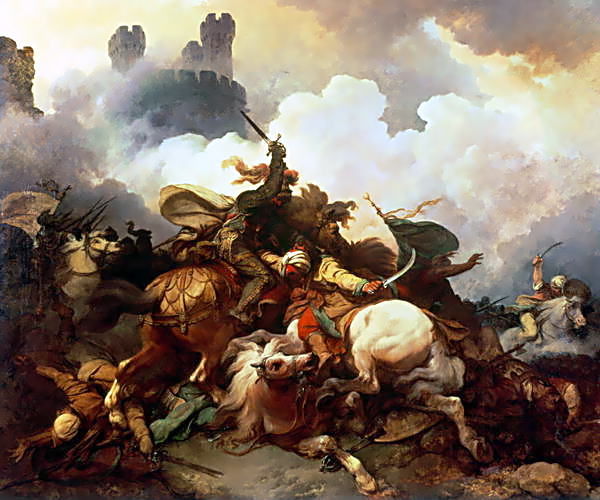
パレスチナのリチャードI世
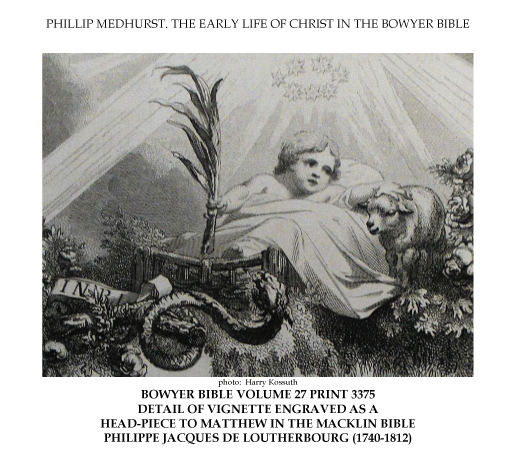
幼児メシア：聖書挿絵